# 6376 Schamp
6376 Schamp este un asteroid din centura principală de asteroizi.

## Descriere
6376 Schamp este un asteroid din centura principală de asteroizi. A fost descoperit pe 29 mai 1987 la Observatorul Palomar de Carolyn S. Shoemaker și Eugene M. Shoemaker. Asteroidul prezintă o orbită caracterizată de o semiaxă mare de 2,58 ua, o excentricitate de 0,25 și o înclinație de 16,4° în raport cu ecliptica.